# WBO-Skandal
Der WBO-Skandal war einer der größten Wirtschaftskriminalitätsfälle in Österreich nach dem Zweiten Weltkrieg, in den auch zahlreiche Politiker verwickelt waren.
Die Wohnbaugenossenschaft Ost, die vor allem im Burgenland Wohnhäuser und Wohnungen baute, wurde durch kriminelle Machenschaften des Managements in den Ruin getrieben. Aufgeflogen sind diese Aktionen im Jahr 1982. Die Schadenssumme konnte nie genau ermittelt werden, wurde aber auf ca. 500 Millionen Schilling (ungefähr 36 Mio. Euro) geschätzt.
Ernst Rauchwarter, der auch ÖVP-Landtagsabgeordneter im Burgenland war, verwendete als Obmann missbräuchlich Genossenschaftsgelder. 
Banken übernahmen für die Wohnungs- und Eigenheimbesitzer Schulden aus Kulanz, sodass diese  den Skandal ohne Schaden überstanden.
Neben Ernst Rauchwarter wurden weitere 18 Personen rechtskräftig verurteilt. Aber auch politisch mussten einige Mandatare ihre Ämter abgeben. So trat der damalige burgenländische Landeshauptmannstellvertreter Franz Sauerzopf zurück. Auch Walter Zimper musste wegen angeblicher Verstrickung als ÖVP-Landesparteisekretär sein Amt niederlegen.
In Niederösterreich verhinderte die ÖVP einen Untersuchungsausschuss im Landtag, sodass eine Verstrickung von Landeshauptmann Siegfried Ludwig nie geklärt werden konnte.